# Misioneras Seculares Combonianas
Las Misioneras Seculares Combonianas son un Instituto secular femenino de la Iglesia católica, de derecho pontificio, fundado en Gozzano, Italia, el 22 de agosto de 1950, por el misionero comboniano Egidio Ramponi, con el nombre de Celadoras de la Inmaculada, conocidas más tarde (desde 1965) como Auxiliadoras Combonianas, y a partir de 1968, con el nombre actual.

## Historia
El misionero comboniano Egidio Ramponi, siendo en el encargado de la dirección espiritual del noviciado de su provincia, ubicado en Gozzano, se encargó también de la dirección de un grupo de jóvenes y señoras, llamadas las celadoras. De ellas surgieron las primeras miembros del futuro instituto.
La Constitución apostólica Provida Mater Ecclesia, publicada en febrero de 1947, sugirió a Ramponi la idea de proponer a las más comprometidas del grupo de celadoras la consagración en la forma de Instituto secular para cooperar con los Combonianos en las obras de la misión. Así, el 22 de agosto de 1950, abrió el noviciado de las Celadoras de la Inmaculada con las primeras cinco integrantes del instituto. Luego del grupo de Gozzano, se fueron abriendo poco a poco otros grupos en Pesaro, Verona, Troia, Thiene, Altamura, Caserta, y Rimini. Con las primeras constituciones, redactadas en 1954, cambiaron su nombre al de Auxiliadoras Combonianas. La primera aprobación diocesana la obtuvieron de parte del obispo de Rimini en 1959.
El primer grupo de misioneras partieron para Brasil, junto a la de los Misioneros Combonianos, en 1967. La erección canónica del instituto se dio el 6 de enero de 1969, por el obispo de Rimini, Emilio Biancheri, donde adquirieron el nombre de Misioneras Seculares Combonianas. Al grupo de las misioneras italianas se unieron en 1965 aquellas nacidas en Portugal y España.
El 22 de mayo de 1983, el instituto recibió la aprobación pontificia de manos del papa Juan Pablo II.

## Actividades y presencias
La principal labor de las misioneras, desde su secularidad, es la misión ad gentes, ofreciendo ayuda principalmente en los lugares donde se encuentran los Misioneros combonianos. El instituto está presente en Colombia, Costa Rica, Ecuador, España, Italia y Portugal. La sede central se encuentra en Lucca (Italia) y la actual responsable general es la italiana Isabella Dalessandro.

## Biografía
- AP (2011). Annuario Pontificio. Città del Vaticano: Libreria Editrice Vaticana. ISBN 978-88-209-8522-6.
- Gilli, A. (1978). «Missionarie Comboniane Secolari».  En Guerrino, Pelliccia; Rocca, Giancarlo, eds. Dizionario degli Istituti di Perfezzione (en italiano) V. Columnas 1525-1526. Roma: Edizione Paoline.
- Schwaiger, Georg (1998). «Misioneras Seculares Combonianas». La vida religiosa de la A a la Z. Madrid: San Pablo. pp. 347-350. ISBN 84-285-2033-X.